# تاكاكي كانيهيرو
البارون تاكاكي كانيهيرو (高木 兼寛) طبيب في البحرية اليابانية.

## النشأة
ولد تاكاكي في مقاطعة هايغا (اليوم محافظة ميازاكي، وهو نجل كفيل ساموراي في مقاطعة ساتسوما، ما أتاح له دراسة الطب الصيني والخدمة كطبيب في حرب بوشين. درس فيما بعد العلوم الطبية الغربية تحت إشراف الطبيب البريطاني ويليام ويليس (في اليابان 1861-1881). التحق تاكاكي ببحرية الإمبراطورية اليابانية كطبيب عام 1872. أُرسل إلى بريطانيا العظمى لإجراء دراسات طبّية في عام 1875، وتلقّى تدريباً في مدرسة سانت توماس الطبية، التي أصبحت الآن جزءاً من كلية كينجز لندن. عاد إلى اليابان عام 1880

## الأبحاث على مرض البري بري
في ذلك الوقت، كان نقص الثيامين (الذي كان متوطناً في اليابان) مشكلة خطيرة على متن السفن الحربية، وكان ذلك يؤثر على كفاءة البحرية. عرف تاكاكي أ، البري بري لم يكن شائعاً في القوات البحرية في العالم الغربي. كما لاحظ أن ضباط البحرية اليابانية، الذي يتألف نظامهم الغذائي من أنواع مختلفة من الخضار واللحوم، نادراً ما يعانون من البري بري. لكن من ناحية أخرى، كان المرض شائعاً بين أفراد الطاقم العاديين، الذين يتكون نظامهم الغذائي حصرياً على الأرز الأبيض (الذي كان يتوفر مجاناً). حاول العديد من أفراد طواقم البحرية من العائلات الفقيرة، الذين كانوا يضطرون إلى إرسال أموالهم إلى عائلاتهم في الوطن، وتوفير المال عن طريق تناول الأرز فقط وعدم شراء أطعمة أخرى.عام 1883، علم تاكاكي بوجود نسب عالية من الإصابة بالبري بري بين الطلاب اليابانيين الذين التحقوا بمهام تدريبية في هاواي، عبر نيوزيلندا وأمريكا الجنوبية لمدة 9 أشهر. على السفينة، أصيب 169 رجلاً من أصل 376 بالمرض، توفي منهم 25. قدّم تاكاكي عريضة إلى الإمبراطور ميجي لتمويل تجربة نظام غذائي محسّن للبحارة، يشمل المزيد من اللحوم والحليب والخبز والخضراوات. نجح تاكاكي في الحصول على التمويل، عام 1884، انطلقت مهمّة أخرى في نفس المسار، لكن هذه المرة كان عدد المصابين بالبري بري 16 من أصل 333 بحاراً. أقنعت هذه التجربة البحرية اليابانية أن سوء التغذية كان العامل الرئيسي في البري بري، وسرعان ما تمّ القضاء على المرض من الأسطول. حدث نجاح تاكاكي قبل سنوات من نظرية كريستيان أيكمان الذي عمل في جاكارتا، والتي ذكر فيها أن سبب البري بري هو سوء التغذية، وحدّد لاحقاً أن فيتامين ب1 السبب المحدد لذلك، وبفضل ذلك حصل عام 1929 على جائزة نوبل في الطب أو علم وظائف الأعضاء.
أثبت تاكاكي بوضوح أن السبب كان مشكلات في التغذية، إلا أن هذا يتعارض مع الفكرة السائدة بين علماء الطب بأن البري بري كان عدوى. استمر أطباء الجيش الإمبراطوري الياباني الذي كان يسيطر عليه أطباء من جامعة طوكيو في الاعتقاد بأن البري بري مرضٌ معدٍ، ورفضوا استخدام دواءٍ لعدة عقود. في الحرب الروسية اليابانية (1904-1905)، عانى أكثر من 200,000 جندي من البري بري، كانت حالة 27,000 قاتلة، مقارنةً بـ 47,000 حالة وفاة نتيجة القتال.[بحاجة لمصدر]
عام 1905، مُنح تاكاكي لقب بارون (دانشاكو)، تحت نظام كازوكو، لمساهمته في القضاء على مرض البري بري بين أفراد البحرية الإمبراطورية اليابانية، ومنح أيضاً وسام الشمس المشرقة من الدرجة الأولى. أطلق عليه لاحقاً لقب «بارلي بارون».
أسّس تاكاكي جمعية سي-كواي الطبية في كانون الثاني (يناير) 1881. وفي أيار (مايو) 1881، أسس مدرسة سي-آي-كواي كوشوجو (مدرسة سي-آي-كواي للتدريب الطبي)، والتي أصبحت الآن كلية الطب في جامعة جيكي. كانت مدرسة تاكاكي أول كلية طبية خاصة في اليابان، وكانت الأولى في اليابان التي تتيح تشريح الجثث للطلبة.
كُرّم تاكاكي بعد وفاته بإطلاق اسمه على شبه جزيرة في القارة القطبية الجنوبية (65°33′S 64°34′W / 65.550°S 64.567°W). وهي شبه الجزيرة الوحيدة في هذه القارة التي تحمل اسم شخصٍ ياباني.

## وصلات خارجية
- Jikei University School of Medicine: Our Roots - To Serve the Suffering Poor.